# Linia kolejowa nr 41
Linia kolejowa nr 41 – jednotorowa, w większości niezelektryfikowana linia kolejowa łącząca stację Ełk ze stacją Gołdap, przechodząca przez stację Olecko.

## Historia
W maju 1993 roku zamknięto dla ruchu pasażerskiego odcinek Olecko – Gołdap, a 30 czerwca 2002 roku również towarowy. 30 sierpnia 1999 roku zamknięto ruch pasażerski na odcinku Ełk – Olecko, ale już 18 lutego 2005 roku ruch pasażerski został oficjalnie przywrócony. Wraz z wprowadzeniem rozkładu jazdy 2012/2013 po linii kolejowej nie kursują żadne pociągi pasażerskie.

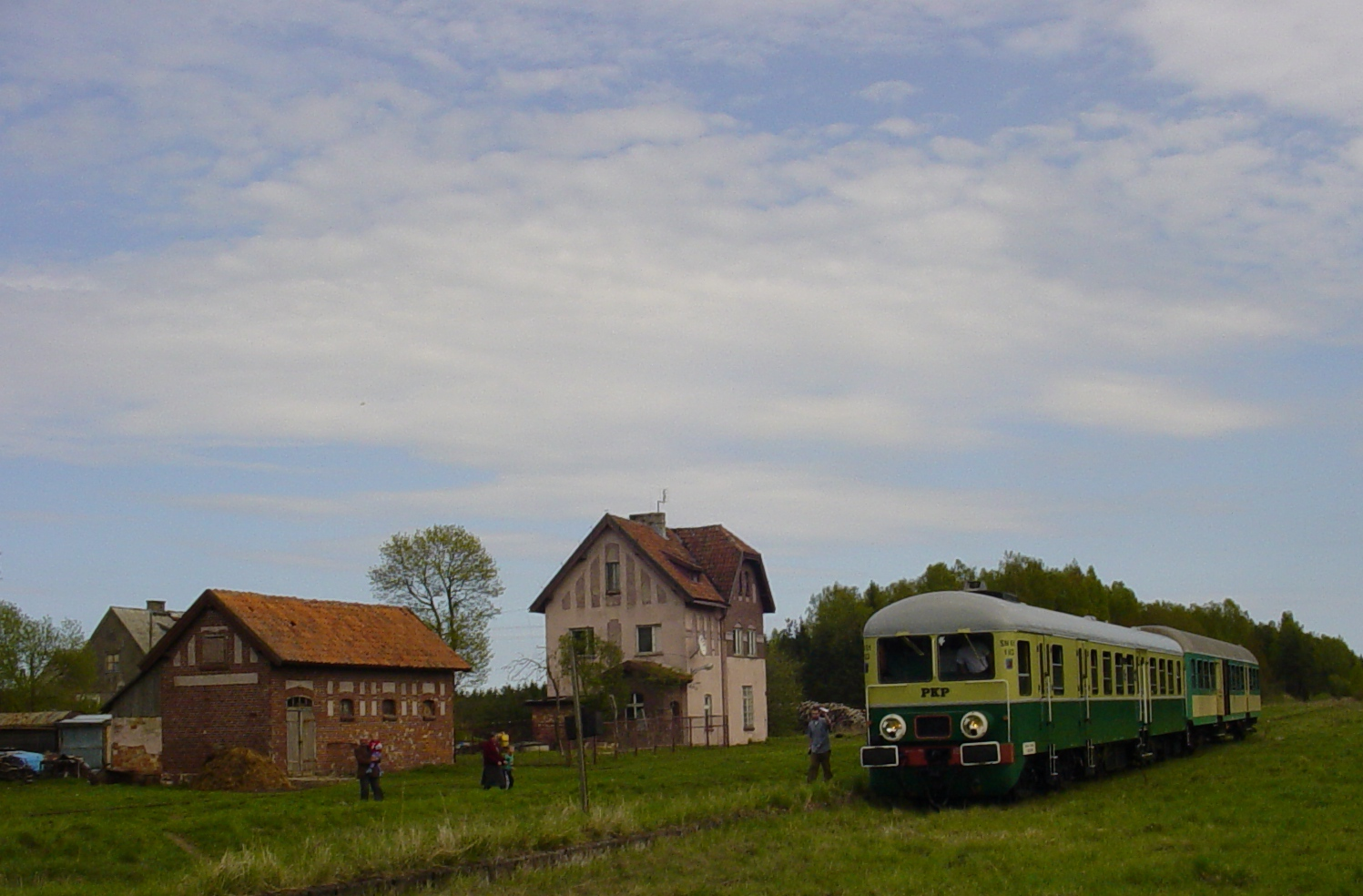
Stacja kolejowa w Botkunach

### Rail Baltica
W ramach budowy Rail Baltici na odcinku Ełk – Olecko planowana jest modernizacja wraz z elektryfikacją linii. Przeprowadzenie prac jest planowane na lata 2023–2027.
| Tor 1         | Tor 1         | Tor 1               | Tor 1     | Tor 1            |
| ------------- | ------------- | ------------------- | --------- | ---------------- |
| odcinek linii | odcinek linii | pociągi pasażerskie | szynobusy | pociągi towarowe |
| km pocz.      | km końcowy    | pociągi pasażerskie | szynobusy | pociągi towarowe |
| -0,486        | 28,000        | 80                  | 80        | 80               |
| 28,000        | 66,328        | 0                   | 0         | 0                |